# Изамбер, Батист Антенор
Батист Антенор Изамбер (фр. Isambert; 1817—1892) — французский адвокат, сын Франсуа-Андре Изамбера.
Брат Эмиля Изамбера (1827—1876), врача, автора Dissertation sur le chlorate de potasse; Itinéraire descriptif, historique et archéologique en Orient; Parallele des maladies générales et des maladies locales; многочисленных статей в Biographie générale.

## Сочинения
- Consultation sur le mariage der prêtrer
- Plaidoyer pour Toussaint Michel, question de liberté de conscience etc